# Aurore Erguy
Aurore Erguy est une actrice française née le 3 août 1980.

## Biographie
Aurore Erguy est trilingue (français, anglais et italien). Elle a étudié à l'université Sorbonne Nouvelle - Paris 3 de 1998 à 2001. Elle intègre en parallèle de 1999 à 2002, l'École professionnelle d'art dramatique de Paris. Et en 2008, elle continue sa formation au Centre Dramatique National de Sartrouville.
En 2013, pour son premier film au cinéma, elle tient le premier rôle féminin du film Sole a catinelle, qui réalise 8 023 758 entrées au box-office italien,. Elle est durant cette période inconnue du grand public français, auprès duquel elle se révèlera surtout par son rôle de la capitaine de police Roxane Le Goff dans les deux dernières saisons de la série Cherif (2018-2019).

## Filmographie

### Cinéma
- 2013 : Sole a catinelle de Gennaro Nunziante : Zoé Marin
- 2018 : Nevermind (it) d'Eros Puglielli (it) : Susanna

### Courts métrages
- 2008 : Sogetto de Giovanni Bocchino (Italie)
- 2016 : Orbital Inn de Pierre Alain M'barga

### Télévision
- 2010 : Il tredicesimo apostolo d'Alexis Sweet (Italie)
- 2015 : Deep : Gabriella jeune
- 2018 - 2019 : Cherif : Capitaine Roxane Le Goff (20 épisodes)
- 2021 : Meurtres à Mulhouse.
- 2022 : Manipulations : Lucie Cléret

### Publicité
- 2005 : IBM, rôle : la cliente

## Théâtre
- 2003-2004 Le Maître et Marguerite, de Mikhaïl Boulgakov. Réalisé par Chantal Melior. Théâtre André Malraux, Paris + Tournée
- 2006 Jardins Nomades, Création collective, Compagnie : La Cabane. Festival International de Chaumont sur Loire
- 2007 Shakespeare Circus, des textes de Shakespeare, dirigé par Stanley Zancchi. Paris
- 2007-2009 Charlotte Corday
  - Ninon de Lenclos Rôle : Ninon de Lenclos
  - Mise en scène d'Olivier Deville, Tournée Française.
- 2008 : Le Dernier Arbre, mise en scène par Damien Macdonald. Rôle : Aviva - Paris + Tournée
- 2010 : Top Girls de Caryl Churchill, mise en scène d'Aurélie Van Den Daele. Rôle: Griselda et Angie - Paris
- 2012 : Hinterland de Virginie Barreteau. Mise en scène d'Alain Batis - Paris
- 2014 : Dans les veines ralenties d'Elsa Granat, mise en scène d'Aurélie Van Den Daele - Paris + Tournée
- 2015 : Le Misanthrope ou l'Atrabilaire amoureux de Molière, mise en scène de Chantal Mélior. Rôle : Célimène - Château d'Asnières + Théâtre du Voyageur